# La expulsión de los Déisi
La Expulsión de los Déisi es una narración medieval perteneciente a la mitología irlandesa. Data aproximadamente del siglo VIII, pero sobrevive sólo en manuscritos de fecha muy posterior.
Describe la historia ficticia de los Déisi, un grupo que obtuvo poder político en lugares de Irlanda durante las Edades Medias Tempranas. Parte del propósito del texto es para proporcionar a los reyes de los Déisi – históricamente los descendientes de vasallos sin tierra de otras tribus – con un mítico origen noble como los herederos de una dinastía expulsada de Tara.
La historia existe en dos versiones diferentes de Idioma irlandés antiguo, las cuales contienen esencialmente la misma narrativa complementada por adiciones singulares, incluyendo episodios tangenciales, listas de nombres, y poesía. Después de que recuperaran violentamente a su sobrina de las depredaciones del hijo del rey de Tara, Óengus Gaíbúaibthech y de que sus seguidores fueran desposeídos por el rey y enviados a vagar por Irlanda. Ellos se entretuvieron en Leinster por un periodo, pero fueron finalmente expulsados de aquel reino también. Cuándo el coraje militar les falla, son capaces de forjar un hogar para ellos a través de astucias y magia en Munster en contra del reino de Osraige. Como con mucha de la temprana literatura irlandesa, el onomástico tangencial y el material genealógico es de gran valor. En particular, un pasaje describe a una rama de los Déisi instalándose en Gran Bretaña y fundando el Reino de Dyfed, un asunto de algún interés en el contexto de las primeras migraciones irlandesas.

## Versiones y manuscritos
La historia existe en una versión anterior y una posterior, las cuales Kuno Meyer bautizó "A" y "B". La versión A data del siglo VIII, pero existe sólo en manuscritos de fechas significativamente posteriores. Existe completa en el Laud MS 610 y en el Rawlinson MS 502, y en forma fragmentada en el Libro de Uí Maine y en el Liber Flavus Fergusiorum. De las copias completas, Meyer notó que el texto de Rawlinson contiene menos errores, pero que Laud preserva una ortografía más arcaica. La versión B existe de alguna forma en tres manuscritos. El más viejo de estos es un fragmento contenido en el Libro de la Vaca Parda; esta copia está complementada por las dos últimas, encontradas en el H. 3. 17 y el H. 2. 5, permitiendo la reconstrucción del texto. La copia del H. 2. 5 contiene además varios poemas ausentes en los otros manuscritos.
El título está grabado variadamente en los manuscritos. Rawlinson Contiene Tairired na n'Déssi, o La travesía de los Déisi. Laud Lo registra como De causis torche n'Déssi/acuis toirge na n'Déssi. La palabra torche/toirge es oscura, pero Meyer la asocia con "expedición". Todos los manuscritos B contienen alguna referencia al daño infligido a Cormac mac Airt, uno de los personajes: el Libro de la Vaca Dun tiene Tucait innarba na n'Dési im Mumain & aided Cormaic, el H. 3. 17 tiene Cóechad Cormaic i Temraig, y el H. 2. 5 tiene Tucaid cháetcha Cormaic Aengus Gaibuaibtheach & aigeag Ceallaig & fotha indarbtha na nDeissi Muig Breag.El catálogo de Marie Henri d'Arbois de Jubainville' además lista dos títulos posiblemente relacionados: Longes Eithne Uathaige y Tochomlad na nDési un Temraig. Aun así, es desconocido a qué versión, si es que a alguna, se refieren.

## Trasfondo
El término Déisi inicialmente designó a varios pueblos que daban tributo a tribus dueñas de tierras. Deriva del Idioma irlandés antiguo déis, que significa "cliente(s)" o "vasallos"; esto lo distingue de otros etónimos irlandeses que derivan de nombres personales de antepasados. La Expulsión de los Déisi concierne a un grupo, los Déisi Muman de Munster, quienes vivieron principalmente en los condados actuales de Waterford y Tipperary y fueron sujeto de la dinastía Eóganachta. Con el tiempo, los Déisi Muman crecieron en poder, y fueron lo bastante prominentes como para fundar su reino local propio en una fecha bastante temprana. Los variados grupos designados Déisi no estuvieron originalmente relacionados, pero por la mitad del siglo VIII, siguiendo el ascenso de los Déisi Muman, aparecieron para ser vistos como un conjunto relacionado genealógicamente, descendiendo de los mismos antepasados nobles. La Expulsión de los Déisi da una narrativa de origen mítico para los entonces poderosos Déisi Muman y sus grupos asociados.
La Expulsión de los Déisi fue considerada por mucho tiempo como una reseña más o menos históricamente exacta del masivo desplazamiento de los Déisi y su subsecuente instalación en la costa suroeste de Irlanda y otros lugares. Esto fue discutido luego por eruditos como John MacNeill, Patrick C. Power, T. F. O'Rahilly, y Séamus Pender, quiénes lo consideran como una ficción.

## Narrativa
Ambas versiones describen las aventuras de los antepasados Déisi en los tiempos de Cormac mac Airt, Rey de Tara. Siguen la misma narrativa, pero ambos contienen secciones que salen de la narrativa principal y cuentan historias individuales no relacionadas, sobre los Déisi y sus contemporáneos. A contiene episodios que no están en B, y viceversa.

### Versión A
En la versión A, los Déisi están dirigidos por los cuatro hijos de Artchorp: Brecc, Óengus Gaíbúaibthech (Óengus de la Lanza Terrible), Eochaid Allmuir (Eochaid el Extranjero), y Forad. Forach, hija de Forad es violada y secuestrada por Conn (en otro lugar Cellach), el "hijo malicioso" de Cormac maic Airt. Óengus, quién dirige una banda de cincuenta hombres, va a Tara a rescatarla. Cuándo Conn se niega a liberar a la chica, Óengus lo atraviesa con su "lanza terrible", la cual ciega a Cormac en un ojo en el proceso. Porque la ley prohíbe un gran rey a tener un defecto físico, Cormac se tiene que retirar a un ráth en las afueras de Tara, y entregar el reinado a su hijo Cairbre Lifechair. Sin inmutarse, Cormac levanta sus fuerzas contra los Déisi y los expulsa de Tara. Óengus, junto con los hijos de hermano Brecc, Russ y Eogan, se cruza con el rey en siete batallas. Después de cuarenta días Óengus sucede a Brecc como rey de los Déisi, pero declina debido a "murmullos" sobre la consolidación del poder de ambos, campeón y rey. Cormac No le dará a los Déisi una lucha justa, y los empuja a Leinster, donde el gobernante local Fiachu Bacceda lleva a los Uí Bairrche fuera de sus tierras y se las da a los Déisi. Permanecen allí por tres décadas.
Finalmente el guerrero de los Uí Bairrche, Eochu Guinech, expulsa a los Déisi y se ven obligados a moverse lejos hacia el sur a Ard Ladrann, luego conocido como la "Tierra del Anfitrión Vagabundo". La sección 8 cuenta la historia de Ethne la Terrible, hija del entonces Rey de Leinster Crimthann mac Énnai (d. 483) y un eventual pupilo de los Déisi. A su nacimiento un druida profetiza que bajo el mando de Ethne los parientes de su madre se apoderarán de lo que será su patria; oyendo estos sus padres le alimentan con la carne de chicos jóvenes para acelerar su crecimiento. Entretanto, Cormac continúa acosando a Óengus y a los Déisi, provocando discordia entre sus guerreros y líderes. Envía una oferta de paz a Russ y Eogan, los hijos de Brecc, ofreciéndoles absolución y tierras si regresan a su servicio. Óengus les promete todavía más tierras y preeminencia para que sus niños permanezcan ahí.
Cuando Crimthann mac Énnai muere, sus hijos se vuelven contra los Déisi, conduciéndolos a todos fuera de Leinster. Se establecen brevemente en Osraige, pero el rey quema sus casas, dejándoles sin techo y forzados a vagar por el oeste hacia Munster. Reciben algún alivio cuándo Óengus mac Nad Froích (d. 489), Rey de Munster, propone casamiento a Ethne la Terrible, quién ha estado viajando con los Déisi. Le ofrece concederle cualesquiera tres demandas como dote. Ethne pide tierra para los parientes de su madre, cumpliendo su profecía; también pide que Osraige sea limpiado de sus habitantes y entregado a los Déisi, y que su pueblo sea tan libre como los "tres Eoganacht de Munster". Óengus concede sus deseos, pero los Déisi son incapaces de desbancar a los residentes de Osraige. Con la ayuda de Lugaid Laigde Cosc, el vidente-juez de Corcu Loígde y Cashel, ingenian un truco: aprendiendo de una profecía que cualquier lado que derrame la primera sangre al día siguiente sería desterrada, los druidas Déisi transforman a uno de sus hombres en una vaca roja. Los hombres de Osraige matan la vaca, sellando así su destino; son empujados a través del río Lingaun, el cual después sirve como la frontera entre los Déisi y Osraige. Los Déisi dividen su tierra, y la mayoría del resto del texto lista los nombres Déisi individuales y septos que descendieron de ellos.

### Versión B
La versión B contiene la misma narrativa básica, con sustracciones y adiciones significativas. Fue editada (sólo en irlandés) por Meyer en Anecdd.I, con el TCD MS 1316 (olim H. 2.15a), pp. 67a-68b (texto H) como base, con lecturas al pie del MS 1336 (olim H. 3.17), col. 720b-723a (texto h).
Así mismo empieza con el secuestro de Forach por el hijo de Cormac (aquí Cellach), pero en esta versión Óengus está inicialmente demasiado ocupado vengando insultos familiares con su famosa lanza como para salvarla. Es sólo después de que es reprendido debido su indecisión por una mujer –a quien mata – que rescata a Forach, matando a Cellach y cegando a Cormac en el proceso. La historia continúa con los Déisi siendo expulsados de Tara, su permanencia en Leinster, y su repatriación a Munster seguido del arreglo matrimonial entre Ethne la Terrible y Óengus mac Nad Froích. Aquí, sin embargo, la ayuda para explotar la profecía que finalmente les permite desplazar a los hombres de Osraige no viene de un vidente-juez, sino de la "hija altiva" del druida Osraige, quién entrega el pronóstico.
Del material que no está en la versión A, por mucho el más sustancial es en un largo episodio tangencial que trata el nacimiento y la infancia del hijo adoptivo de Óengus, Corc Duibne, progenitor de los Corcu Duibne, cuyo nombre es meramente mencionado en A. Corc y su hermano nacieron del incesto a Coirpre Múse y Duihind, hijas del rey de Munster Conaire Cóem, y su nacimiento trajo hambruna a la tierra. Las personas querían inmolarlos, pero Corc es salvado por un druida y su mujer quiénes le llevan a una isla foránea, de modo que su maldición es sacada de Irlanda. la mujer del druida, Boí, actúa rituales de purificación que finalmente transfieren la maldición de Corc a una vaca blanca de otro mundo, dejándolo regresar a su familia. Finalmente es rehén en el tribunal de Cormac mac Airt, donde es acogido por Óengus; éste acompaña a su padre adoptivo cuándo es expulsado de Tara. Intenta convencer a los errantes Déisi de asentarse en la isla de su infancia, y permanece allí cuándo los Déisi optan trasladarse a Cashel.
El texto variante del MS 1336 (olim H. 3.17) ocurre con un título diferente, Cóecad Cormaic i Temraig (La ceguera de Cormac en Tara); y este texto es también postdateado por un tramo qué alega que el Crimall, la lanza en la época de Cormac, era también la misma arma que el Lúin de Celtchar y la lanza de Lugh.

## Dyfed
La sección 11 de A describe a Eochaid hijo de Artchorp viajando a través del mar con sus descendientes e instalándose en Demed (Demetia, más tarde conocido como Dyfed en Gales). De Eochaid y sus descendientes aparece la línea de reyes de Dyfed, cuya descendencia está dada en "Tualodor mac Rígin" (Mapa de región Tudor). Esta genealogía tiene mucha correspondencia con las de fuentes galesas, llamadas las Genealogías de Harleian y las posteriores genealogías de Jesus College MS 20. Los registros de Harleian muestran los mismos nombres que Tudor hasta la figura de Triphun, dicho en Expulsión como el bisnieto de Eochaid. Aun así, Harleian da una genealogía enteramente diferente para Triphun, localizando su descendencia hasta el Emperador Romano Constantino I. Esto podría ser un intento de genealogistas posteriores para dar una genealogía más ilustre a la línea real de Dyfed, o posiblemente para ocultar sus orígenes irlandeses. Aun así, puede ser que Harleian preserva la versión más vieja y más exacta, y que la versión de Expulsión es una corrupción textual posterior.
A pesar de todo, hay de hecho evidencia de una temprana presencia irlandesa en Dyfed y en otros lugares en Gran Bretaña. Las inscripciones de Ogham en una forma antigua del irlandés han sido encontradas en Pembrokeshire y Carmarthenshire. Además, fuentes literarias posteriores de ambos lados del Mar de Irlanda hablan de la presencia de pueblos irlandeses del sur en Gran Bretaña. La Historia Brittonum del siglo IX, por ejemplo, habla de los Uí Liatháin siendo activos en Dyfed hasta que estuvieron expulsados por Cunedda y sus hijos (mediados del siglo V). En el Glosario de Cormac también se mencionan las proezas allende el mar de los Uí Liatháin, pero localiza su fortaleza en Cornualles, no en Dyfed. Aun así, sólo La Expulsión de los Déisi atestigua una presencia específicamente Déisi. Eoin MacNeill, quién trata las cuentas literarias como largamente históricas, sugiere que un asentamiento Déisi en Dyfed podría haber existido como una unidad subordinada a una gran colonia Uí Liatháin dirigida hasta que los últimos fueron expulsados por Cunedda.